# 47 Ronin (película de 2013)
47 Ronin (titulada: 47 Ronin: La leyenda del samurái en Hispanoamérica) es una película de aventura épica y fantasía en 3D, basada en una de las leyendas más antiguas de Japón; los leales 47 rōnin. 
Está dirigida por Carl Rinsch y protagonizada por Keanu Reeves y Hiroyuki Sanada. Su estreno mundial fue el 25 de diciembre de 2013, resultando un gran fracaso de taquilla.

## Reseña
En el Japón feudal, Kai (Keanu Reeves) es un joven mitad japonés, mitad británico que vive en la aldea de Ako, gobernada por el benevolente Señor Asano Naganori (Min Tanaka), que encontró a Kai de niño, perdido en el bosque y lo aceptó en su dominio. A pesar de ser rechazado por los samuráis dirigidos por Oishi (Hiroyuki Sanada), debido a su ascendencia, Kai se convierte en un guerrero hábil y se enamora de la hija de Asano, Mika (Kou Shibasaki).

## Reparto
| Actor                 | Personaje                  | Descripción |
| --------------------- | -------------------------- | --- |
| Keanu Reeves          | Kai                        | Ex esclavo que se une a los ronin, siendo mitad japonés y mitad británico; el personaje fue creado para la película. |
| Hiroyuki Sanada       | Oishi                      | Capitán de los samuráis del Señor Asano.                                                                             |
| Kou Shibasaki         | Mika                       | Hija del Señor Asano y el interés amoroso de Kai.                                                                    |
| Tadanobu Asano        | Señor Kira                 | Rival de Señor Asano daimyo y el responsable de organizar el asesinato del capitán del rōnin.                        |
| Min Tanaka            | Señor Asano                | Gran Señor Feudal. Rivalizaba con el Señor Kira                                                                      |
| Jin Akanishi          | Chikara                    | Hijo de Oishi. |
| Masayoshi Haneda      | Yasuno                     | Samurái miembro del ejército del Señor Asano.                                                                        |
| Hiroshi Sogabe        | Hazama                     | |
| Neil Fingleton        | Lovecraftian Samurai       | |
| Takato Yonemoto       | Basho                      | |
| Hiroshi Yamada        | Hara                       | |
| Shu Nakajima          | Horibe                     | |
| Cary-Hiroyuki Tagawa  | Shogun Tokugawa Tsunayoshi | |
| Rinko Kikuchi         | Mizuki                     | Bruja con heterocromia que sirve al Señor Kira.                                                                      |
| Yorick van Wageningen | Kapitan                    | |
| Rick Genest           | Salvaje                    | |

## Producción
47 Ronin está dirigida por Carl Erik Rinsch, mientras que los escritores Chris Morgan y Hossein Amini se encargaron del guion. Aunque el filme está basado en una historia verdadera, se toma libertades creativas para incorporar personajes mitológicos, además del personaje ficticio de Reeves. La banda sonora estará a cargo del Ganador del Oscar, Atticus Ross.
El estudio Warner Bros. anunció el proyecto en 2008, en el que el actor Keanu Reeves ya estaba incluido, pero recién en 2009 encontraron a un director. Carl Rinsch ya había dirigido antes comerciales y cortos, pero éste será su debut en la butaca de director de películas. En diciembre de 2010, se anunció que la película sería filmada en 3D. Entre marzo y abril de 2011, se eligió el reparto principal restante de la película: cinco actores japoneses; Hiroyuki Sanada, Asano Tadanobu, Rinko Kikuchi, Kō Shibasaki y Jin Akanishi. El propósito es brindarle autenticidad a la historia, en lugar de típicamente elegir a actores estadounidenses.
A pesar de la poca experiencia de Rinsch, el Estudio Warner Brothers puso a su disposición más de $170 millones de dólares para la súper-producción. La filmación comenzó el 14 de marzo de 2011, en Budapest. Luego, se mudaron a los Estudios Shepperton en Londres y también filmaron escenas adicionales en Japón. 
Reeves ha mencionado que las escenas fueron filmadas tanto en japonés, como inglés, para lograr familiarizar a los actores. Sus vestimentas fueron diseñadas por Penny Rose, quien ha dicho: -"Hemos decidido en basarnos en la cultura japonesa[...] Pero le hemos dado más color y un pequeño giro a la moda".

## Lanzamiento
47 Ronin fue originalmente programado para ser lanzado el 21 de noviembre de 2012, y luego se trasladó a 8 de febrero de 2013, citando la necesidad de trabajo en los efectos visuales 3D. Más tarde se aplazó hasta el 25 de diciembre de 2013, a cuenta para los re-grabaciones y posproducción, en México fue estrenada el 31 de enero de 2014.